# Studietur
Studietur er en rejse med et fagligt formål, typisk arrangeret af en uddannelsesinstitution for at supplere den teoretiske undervisning med praktiske oplevelser og observationer. Studieture adskiller sig fra kortere ekskursioner ved at have et dybere fagligt fokus og ofte indebære rejser til en anden by eller et andet land.

## Formål
Studieturens primære formål er at give deltagerne en oplevelse, der ikke kan opnås gennem almindelig klasseundervisning. Turene skal understøtte undervisningen og give eleverne mulighed for at:  
- Opleve og analysere fagligt relevante forhold i en anden kontekst.
- Møde en anden kultur og få indsigt i lokale normer og værdier.
- Udvikle internationale kompetencer, herunder evnen til at begå sig i fremmede kulturer og kommunikere på fremmedsprog.
- Styrke klassens sociale fællesskab gennem fælles oplevelser og samarbejde.

## Indhold
Indholdet af en studietur varierer afhængigt af det faglige fokus og rejsemålet. Eksempler på aktiviteter under en studietur kan være:  
- Samfundsfaglige studieture: Besøg hos internationale organisationer, ambassader, politiske institutioner eller NGO'er.
- Naturvidenskabelige studieture: Laboratoriebesøg, feltstudier, forskningsinstitutioner eller tekniske museer.
- Kunst- og kulturstudier: Teaterforestillinger, besøg på kunstmuseer eller workshops med lokale kunstnere.
- Sprog- og kommunikationsrejser: Samarbejde med lokale skoler eller organisationer samt interaktion med lokalbefolkningen.

Studieture organiseres ofte med en kobling til et specifikt fag eller en studieretning, hvor deltagerne efterfølgende skal lave en præsentation, rapport eller anden opgave baseret på turens indhold.

## Regler og adfærd
På studieture gælder skolens almindelige ordensregler. Derudover skal eleverne overholde både skolens og det pågældende lands love og normer.  
Nogle af de typiske regler omfatter:  
- Alkoholpolitik: Studieture er som udgangspunkt alkoholfrie, men lærerne kan tillade et begrænset forbrug ved en afsluttende middag.
- Rusmidler: Det er ikke tilladt at medbringe, indtage, udveksle eller være påvirket af rusmidler under turen.
- Overtrædelser: Hvis en elev overtræder reglerne, kan der gives sanktioner som fx en skriftlig advarsel eller hjemsendelse for egen regning.

Lærerne oplyser eleverne om gældende regler inden afrejse, og der forventes ansvarlig adfærd under hele turen.